# Старозабарська вулиця
Старозаба́рська ву́лиця — зникла вулиця, що існувала в Подільському (згодом — Мінському, тепер — Оболонському) районі міста Києва, місцевість Пріорка. Пролягала від Автозаводської (первісно — від Маловишгородської вулиці і Старозабарського шляхопроводу) до Поперечної вулиці.

## Історія
Вулиця виникла в 1-й половині ХІХ століття, під такою ж назвою (від місцевості Забара, розташованої поруч із вулицею). У 1950-х роках більшу частину вулиці було приєднано до Автозаводської вулиці. З тих часів вулиця починалася від Автозаводської вулиці в районі вулиці Полупанова, тепер Пріорської. Остаточно вулицю ліквідовано 1983 року через знесення старої забудови та перепланування.
За часів існування вулиці нею проходила трамвайна лінія і маршрути 12, 19, 25.